# Chéri Samba
Pour les articles homonymes, voir Samba.
Chéri Samba ou Samba wa Mbimba N’zingo Nezumi Masi Ndo Mbasi (30 décembre 1956, Kinto M’Vuila) est un artiste contemporain et un peintre de la république démocratique du Congo.
Il est l'un des artistes contemporains africains les plus connus, ses œuvres figurent dans les collections d'institutions comme le Centre Georges-Pompidou à Paris ou comme du Museum of Modern Art de New York. Il a été invité à participer à la Biennale de Venise de 1997. Ses peintures, à la croisée de plusieurs influences picturales, présentent la caractéristique d'inclure le plus souvent du texte en langue française, anglaise et en langue lingala, sous forme de commentaires sur différentes facettes de la vie quotidienne, sociale, politique et économique en Afrique, comme plus largement sur le monde moderne.
Chéri Samba vit à Kinshasa et à Paris.

## Biographie
Peintre autodidacte, Chéri Samba est originaire de Kinto M'Vuila (Congo). Son père est forgeron. En 1972  — il a 16 ans —  il quitte son village pour travailler dans les ateliers des peintres d'enseignes et de publicité de l'avenue Kasa Vubu à Kinshasa, la capitale de la République démocratique du Congo, où existe également une importante culture de la bande dessinée dont les codes picturaux vont influencer par la suite son travail d'artiste.
En 1975, il ouvre son propre atelier ; c'est l'époque où il devient illustrateur à Bilenge Info, un journal de divertissement, et s'essaie à la bande dessinée dans les revues zaïroises. Il est alors surtout connu comme illustrateur. Une première exposition sur les murs de son atelier lui vaut une certaine notoriété locale. Entre 1975 et 1978, il travaille pour une clientèle locale. Il voyage et expose d'abord sur le continent, avant d'être invité en Europe.
En 1989, l'exposition « Magiciens de la terre », au Centre national d'art et de culture Georges-Pompidou et à la Grande halle de la Villette, à Paris, qui présente alors des œuvres d'art africain contemporain, lui apporte le succès, ses premières commandes de l'étranger, et une renommée qui devient ensuite internationale.
En 2007, Chéri Samba est invité à participer à la 52e exposition d'art internationale à la Biennale de Venise, intitulée « Think with the Senses—Feel with the Mind. Art in the Present Tense ».

## Œuvre

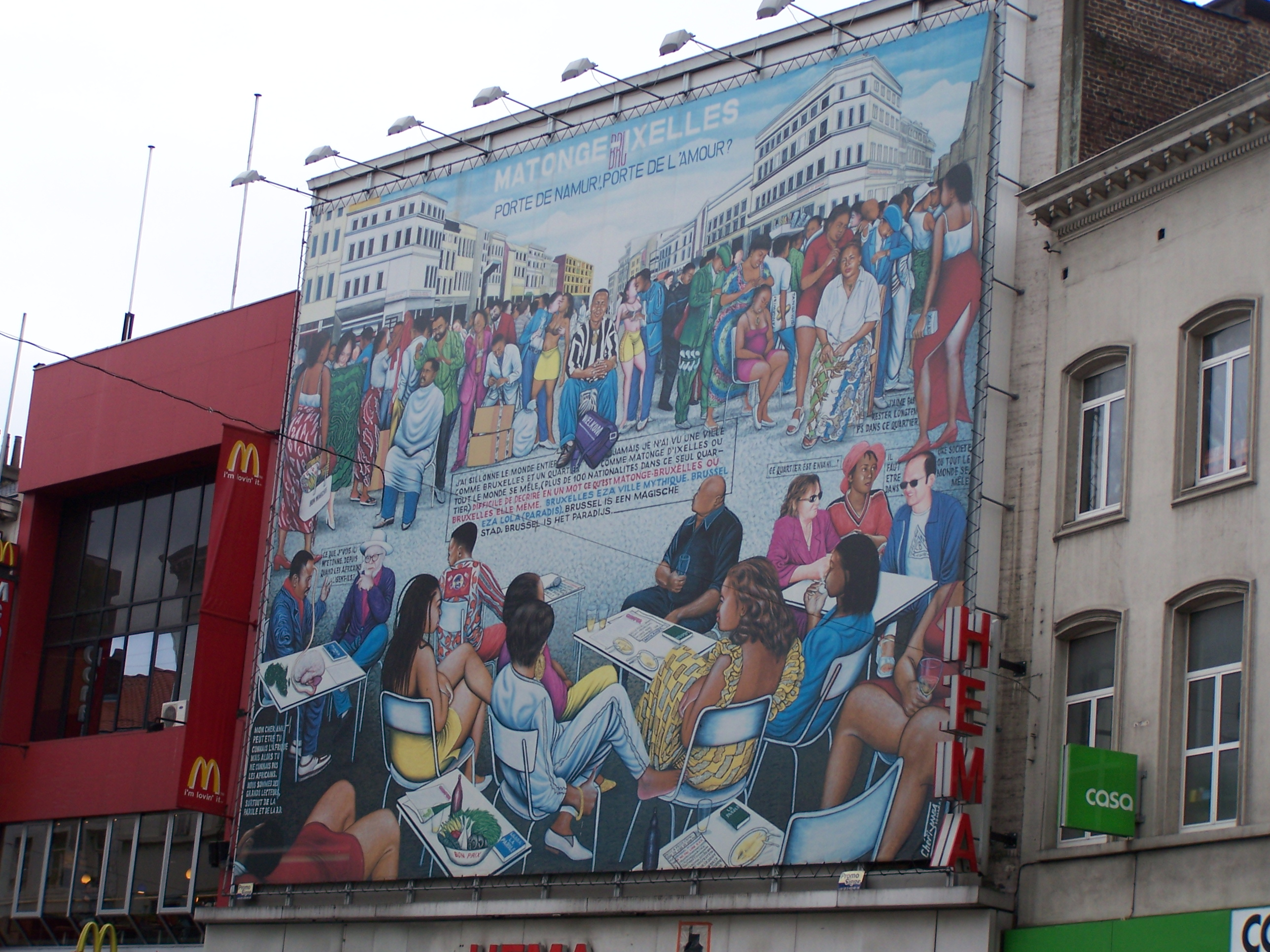
Toile géante de Chéri Samba, hommage à la communauté africaine du quartier Matonge, de la Porte de Namur à Bruxelles - (Chéri Samba Porte de Namur, porte de l'amour).

Les toiles figuratives de Chéri Samba tirent leurs motifs du quotidien, de la vie de tous les jours et de la culture et peinture populaire et sont assorties de bulles de bande dessinée, ou de textes sous forme de cartels rappelant l'art de rue et le dessin populaire qui ont marqué sa formation.
Ses toiles jouent constamment sur le rapport entre vraie et fausse naïveté. Les tableaux comportent des éléments qui s'apparentent à la satire sociale. L'usage de la couleur et la pratique de l'autoportrait dans ses toiles sont deux autres caractéristiques majeures de l'œuvre de Chéri Samba.